# Cloviana
Cloviana is een geslacht van halfvleugeligen uit de familie Aphrophoridae. De wetenschappelijke naam van dit geslacht is voor het eerst geldig gepubliceerd in 1957 door Lallemand.

## Soorten
Het geslacht Cloviana omvat de volgende soorten:
- Cloviana apicalis Blöte, 1957
- Cloviana bernsteini Blöte, 1957
- Cloviana fasciata Lallemand, 1957
- Cloviana flavifrons Blöte, 1957
- Cloviana froggatti (Distant, 1911)
- Cloviana fulvicollis Blöte, 1957
- Cloviana inconspicua Blöte, 1957
- Cloviana indecora Blöte, 1957
- Cloviana nitida Blöte, 1957
- Cloviana novemmaculata Lallemand, 1957
- Cloviana problematica Blöte, 1957
- Cloviana quadrinotata Blöte, 1957
- Cloviana quinquevittata Blöte, 1957
- Cloviana roosdorpi Blöte, 1957
- Cloviana sellata Blöte, 1957
- Cloviana sexvittata Blöte, 1957